# Filippo Terracciano
Filippo Terracciano (Verona, 8 de febrero de 2003) es un futbolista profesional italiano que juega como centrocampista en la U. S. Cremonese de la Serie A.

## Trayectoria
Tras jugar en las categorías inferiores del Hellas Verona, el 15 de diciembre de 2021 debutó con el primer equipo en la Copa Italia entrando como suplente en la derrota ante el Empoli F. C. Meses después debutó en la Serie A en el empate ante el propio Empoli F. C. En agosto de 2022 renovó su contrato hasta 2026.
El 8 de enero de 2024 se hizo oficial su traspaso al A. C. Milan con el que firmó un contrato hasta junio de 2028. Estuvo una temporada y media y en agosto de 2025 fue cedido a la U. S. Cremonese con obligación de compra si se cumplían determinadas condiciones.

## Estadísticas

### Clubes
Actualizado al último partido disputado el 18 de mayo de 2025.
| Club                         | Div.          | Temporada     | Liga  | Liga  | Copas nacionales | Copas nacionales | Copas internacionales | Copas internacionales | Total | Total |
| Club                         | Div.          | Temporada     | Part. | Goles | Part.            | Goles            | Part.                 | Goles                 | Part. | Goles |
| ---------------------------- | ------------- | ------------- | ----- | ----- | ---------------- | ---------------- | --------------------- | --------------------- | ----- | ----- |
| Hellas Verona F. C. · Italia | 1.ª           | 2021-22       | 1     | 0     | 1                | 0                | ―                     | ―                     | 2     | 0     |
| Hellas Verona F. C. · Italia | 1.ª           | 2022-23       | 21    | 0     | —                | —                | —                     | —                     | 21    | 0     |
| Hellas Verona F. C. · Italia | 1.ª           | 2023-24       | 18    | 0     | 1                | 0                | ―                     | ―                     | 19    | 0     |
| Hellas Verona F. C. · Italia | Total club    | Total club    | 40    | 0     | 2                | 0                | 0                     | 0                     | 42    | 0     |
| A. C. Milan · Italia         | 1.ª           | 2023-24       | 3     | 0     | 1                | 0                | 2                     | 0                     | 6     | 0     |
| A. C. Milan · Italia         | 1.ª           | 2024-25       | 13    | 0     | 2                | 0                | 2                     | 0                     | 17    | 0     |
| A. C. Milan · Italia         | Total club    | Total club    | 16    | 0     | 3                | 0                | 4                     | 0                     | 23    | 0     |
| Total carrera                | Total carrera | Total carrera | 56    | 0     | 5                | 0                | 4                     | 0                     | 65    | 0     |

## Palmarés

### Títulos nacionales
| Título              | Club        | País   | Año  |
| ------------------- | ----------- | ------ | ---- |
| Supercopa de Italia | A. C. Milan | Italia | 2024 |

## Vida privada
Es hijo del exfutbolista Antonio Terracciano.